# Алуф, Исаак Самуилович
Исаак Самуилович Алуф (18 (30) ноября 1883, Полоцк, Полоцкий уезд, Витебская губерния, Российская империя — 20 июля 1935, Казань, Татарская АССР, РСФСР, СССР) — российский революционер, советский учёный, невропатолог. Доктор медицинских наук (1928), профессор (1930). Заведующий кафедрой нервных болезней (1930—1935), директор (1932—1935) Казанского государственного медицинского института.
Как еврей не смог поступить в гимназию и, самостоятельно подготовившись к экзаменам, получил аттестат. В 1904 году поступил в Казанский университет. Во время учёбы активно занимался революционной деятельностью, стал членом РСДРП и Казанского комитета партии, принял участие в событиях революции 1905 года в Казани. Дважды арестовывался, отсидел шесть месяцев в тюрьме, затем выслан за пределы России. Вернувшись в 1908 году в Казань, снова поступил в университет, который окончил в 1913 году с отличием. Не сумев остаться на работе в университете из-за политической неблагонадёжности, уехал в Санкт-Петербург, где работал в Еленинском институте. В годы Первой мировой и гражданской войн служил военврачом. С 1919 года — на работе в Казанском университете, на медицинском факультете. После организации Казанского медицинского института был заведующим кафедрой нервных болезней (1930—1935), а затем и директором (1932—1935). Скончался в 1935 году в возрасте 51 года после тяжёлой болезни.

## Биография

### Молодые годы, революционная работа
Исаак Самуилович Алуф родился 18 (30) ноября 1883 года в Полоцке Витебской губернии. Настоящее имя — Ицко-Айзик Шмуйлович Алуф. По национальности — еврей. Из семьи мелкого торговца, мещанина. Брат — Александр Самуилович (Хацкель Шмуйлович; 1885—1939), по образованию фармацевт, провизор, в будущем начальник Главного управления медицинской промышленности и аптечного управления Народного комиссариата здравоохранения СССР, автор работ по вопросам истории советского государства, рабочего и профсоюзного движения; репрессирован и расстрелян.

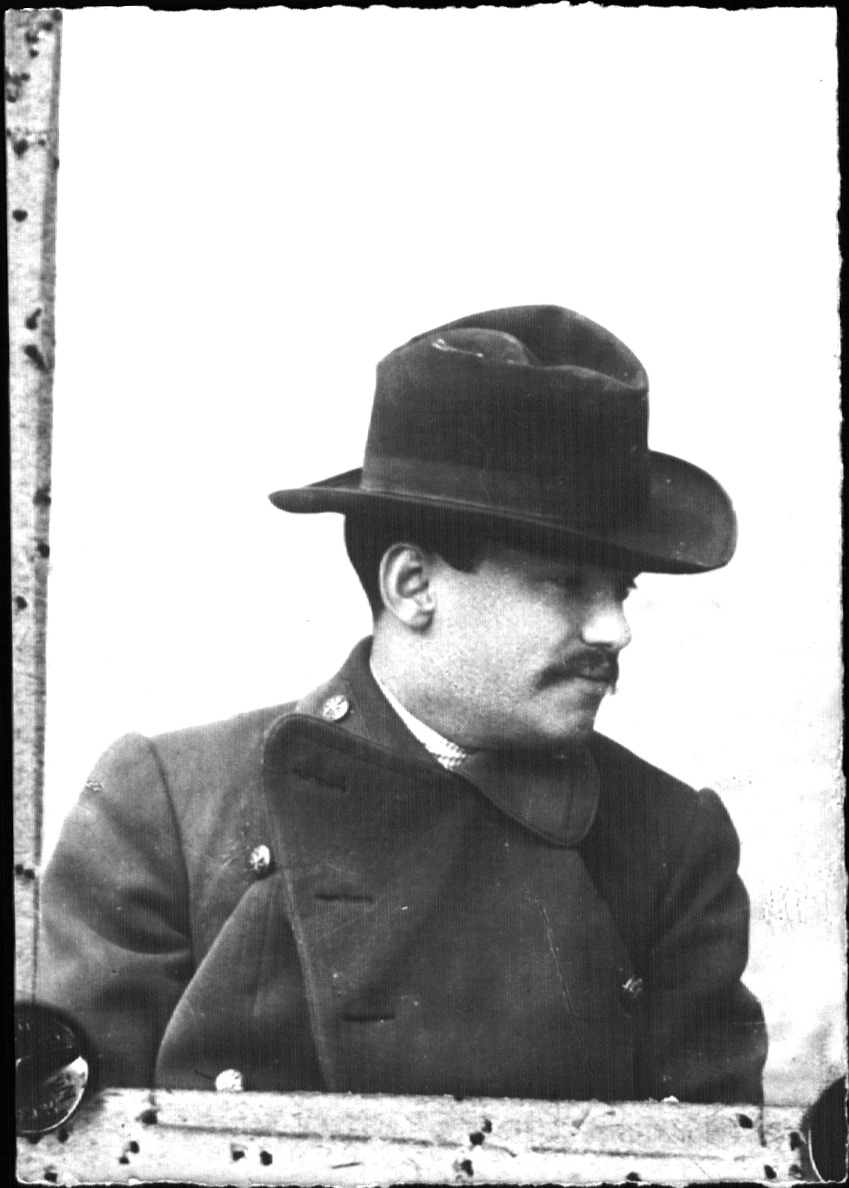
Алуф в 1905—1906 гг.

В семье виделся как продолжатель отцовских занятий, а сам хотел стать врачом и заниматься лечебным делом. В то время в Российской империи евреям было сложно поступить в гимназии, а без гимназического аттестата был закрыт путь к поступлению в университет и в науку вообще. Зарабатывая на жизнь уроками, в тяжёлых материальных условиях Алуф самостоятельно подготовился к экзамену на аттестат зрелости, который сдал в 1904 году экстерном при 2-й Казанской гимназии, получив высшие баллы по всем предметам. Это дало возможность ему продолжить образование, и в том же году Алуф поступил на медицинский факультет Императорского Казанского университета. Ощутив на себе несправедливость существующего царского строя, в 18-летнем возрасте стал активно участвовать в революционном движении, в частности, был членом марксистских кружков, а с 1903 года вёл нелегальную пропагандистскую работу. После начала учёбы в 1904 году вошёл в состав Казанской организации РСДРП и оказался в центре революционной борьбы. Участвовал в студенческом движении, занимался политическим просвещением среди рабочих. Начав как социал-демократ, в дальнейшем склонился в сторону большевиков, а с 1905 года был членом Казанского комитета партии РСДРП(б) под партийной кличкой «Алёхин». По другим данным, сначала Алуф либо примыкал к меньшевикам, либо им сочувствовал.
После дарования университетам некоторой автономии и разрешения советом Казанского университета проводить народные собрания, с сентября 1905 года активно участвовал в сходках и митингах, собиравших тысячи студентов, рабочих, служащих, солдат, на которых также избирался и председателем. Казанский комитет партии отправлял на университетские сходки свои лучшие силы, среди которых был и Алуф, однажды прямо в университете провозгласивший лозунг — «или самодержавие или революция, tertium non datur». В тот период он как один из пяти представителей союзного совета, политической организации студенчества, участвовал в сношениях с комиссией при совете университета, также из пяти человек, которая занималась решением важнейших университетских дел. По словам Алуфа, «эти две пятёрки по сути дела в то время управляли университетом»: «Фактическая же власть в университете в эпоху митингов вскоре несомненно и окончательно перешла к союзному совету и сделала комиссию и для союзного совета и для совета университет излишней. И те надежды, которые питал совет по отношению к комиссии, не оправдались».

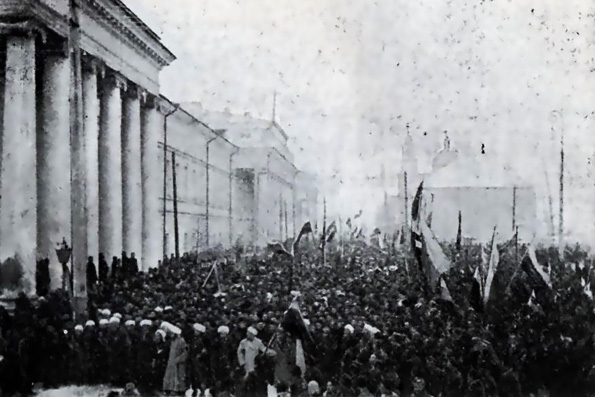
«Патриотическая» манифестация перед Казанским университетом

Во время вооружённого восстания в Казани, 6 (19) октября, в первый день казанской революции Алуф был выбран в члены Объединённого городского комитета партий, занимавшийся практическими вопросами организации борьбы. К 7 (20) октября Обком стал фактически единственной властью в городе, образовав собственную милицию для охраны революции и добившись освобождения политзаключённых. В ходе сражений по всем улицам в Казани, университет снаружи был фактически разгромлен, и по словам Алуфа, в связи с открытым проявлением борьбы, «потерял всякое значение». 8 (21) октября, в день годовщины восшествия императора Николая II на престол, губернаторскими властями во главе с П. Ф. Хомутовым был организован «патриотически-русский» митинг с участием черносотенцев, буржуазии и священства, закончившийся обстрелом и захватом думы, бывшей штабом революционеров, а на следующий день черносотенцами был совершён и погром с разорением синагоги и еврейских магазинов. Всего в здании думы было арестовано и затем посажено в тюрьму 130 человек, в числе которых от большевиков оказался и Алуф.
17-го числа был митинг в университете. Митинг был до 6-ти час. вечера. Тогда ещё не было никаких телеграм из Центра. Митинг был чуть ли не весь день. Телеграмма было получена 18-го. Здесь была полная тишина, в городе всё было закрыто, было неопределённое положение. 17-го числа не хотели никого выпустить из университета. 19-го вечером начались митинги и демонстрация. Была организована городская милиция и разоружена полиция. Это продолжалось 19-го и 20-го числа. 21-го в 12 часов началась ликвидация и к вечеру всё было кончено.Исаак Алуф, воспоминания, 1921 год.
Вскоре арестованные были отпущены без всяких для них последствий. После освобождения Алуф вернулся к работе среди казанских рабочих и учащейся молодёжи, а действие комитета продолжилась довольно оживлённо. Несмотря на потерю власти в городе, Алуф отмечал, что «революционные организации, однако, не были разгромлены, и в скором же времени развернули свою работу»: «По выходе из тюрьмы я мог констатировать, что комитет с.-д. работает энергичнее, чем когда бы то ни было». В ноябре 1905 года он выехал на собрание периферийных парторганизаций в Санкт-Петербург, где был выбран для участия в съезде партии. В начале декабря того же года в Казани начались повальные аресты социал-демократов, в результате чего за решёткой оказалась половина городского комитета. Тем временем Алуф вместе с С. А. (Дридзо) Лозовским к 6 декабря прибыли в Москву, где как раз начиналось вооружённое восстание, но там они не остановились и поехали дальше. Как делегаты от Казанской партийной организации Алуф с Дридзо приняли участие в 1-й конференции партии, прошедшей с 12 (25) по 17 (30) декабря 1905 года в Таммерфорсе (Финляндия), где поддержали позицию В. И. Ленина. Ввиду ликвидации казанского комитета, по договорённости делегатов Дридзо остался в Петербурге, а Алуф вернулся в Казань, дав обстоятельный доклад перед партийцами.
Пропаган. работа велась тогда след. образом. Велась работа среди рабочих. У нас с пропагандистами устраивались довольно частные собрания, на которых велись систематические занятия. Каждый пропагандист имел тогда кружок среди рабочих, один или два. Кроме того, был кружок учащихся ср. уч. зав., студенческий и круждок среди юнкеров. Я отмечаю кружок среди юнкеров, потому что в то время ему придавалось большое значение: это значило завести связь среди будущих офицеров. Помню два собрания кружка на Пушкинской ул. Горел огарок. Кружок среди учащихся в средних учебных заведениях помню также хорошо. […] Помню ещё кружок среди женщин-работниц […] Для работы среди крестьян при комитете была окружная организация. Эта организация имела большой принципиальный смысл и значение. Был ответственный организатор этой окружной организации. Окружная организация издавала даже свои листки.Исаак Алуф, воспоминания, 1921 год.

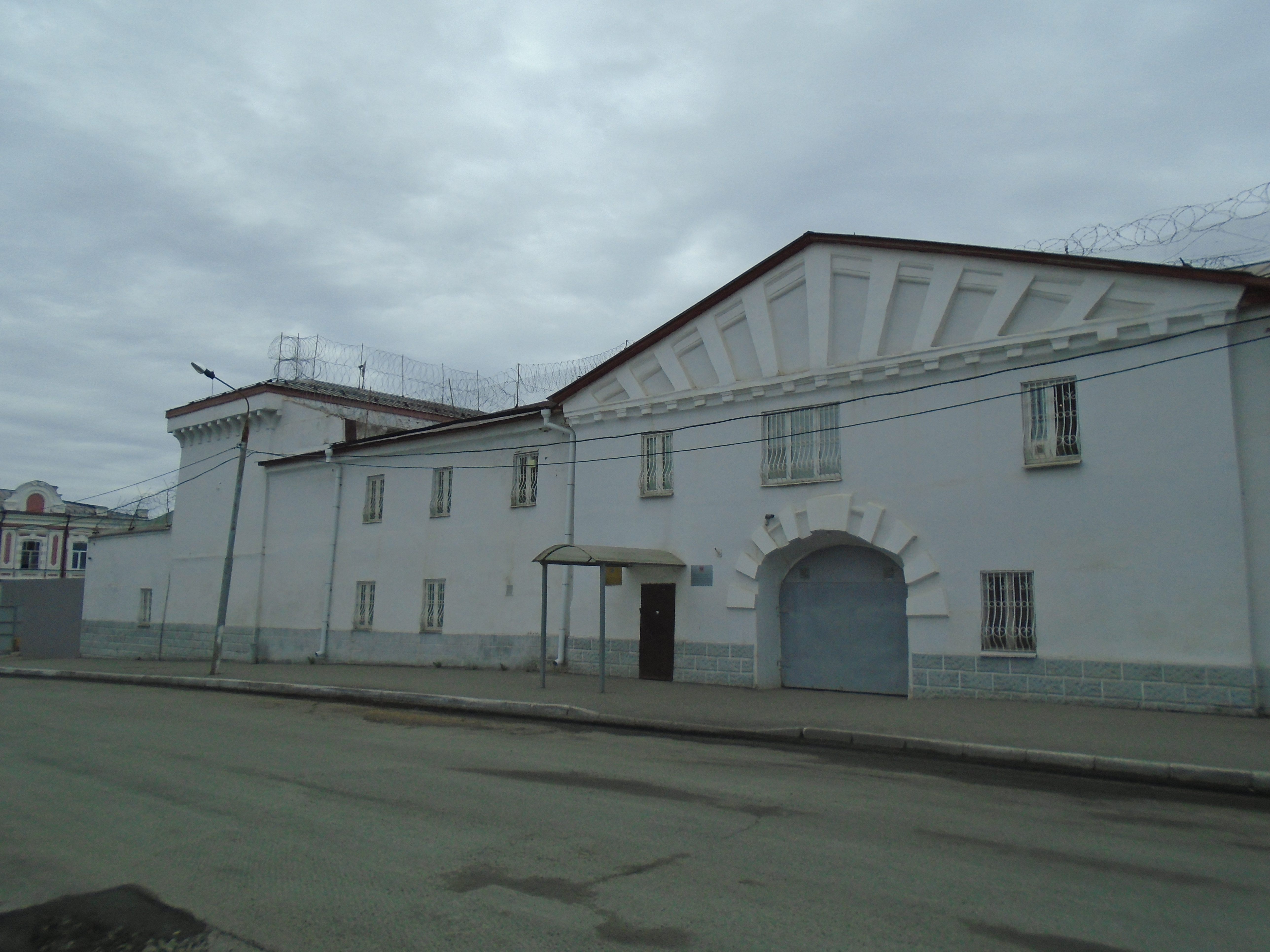
Казанская губернская тюрьма (современное фото)

На конференции Алуф фигурировал под кличкой «Адашев». Имя Лозовского уже было известно жандармерии, и лишь в феврале 1906 года им удалось выяснить, что вторым делегатом был Алуф. По его возвращении с конференции, а также с привлечением новых партийных кадров, казанская организация стала восстанавливаться от ущерба и фактической ликвидации, нанесённой декабрьскими арестами, и путём кооптации был образован новый комитет. Одновременно Алуф сотрудничал в «Волжском листке», исключительно социал-демократической газете с большевистским направлением, где некоторое время был редактором. Восстановив подполье, комитет сосредоточился на работе среди войск и организации боевых дружин. В связи с объявлением выборов в 1-ю Государственную думу, работа была сфокусирована на кампании по их бойкоту — выступая в больших собраниях, партийцы вступали и в полемику с кадетами и эсерами, полностью нарушив свою конспирацию. В итоге, бо́льшая часть комитета снова «провалилась». Вместе с двумя товарищами 20 февраля (5 марта) был арестован и Алуф, уже во второй раз. В связи с арестом, 7 (20) марта он был исключён из университета, отбыв шесть месяцев заключения, где сидел в одной камере с В. В. Адоратским в губернской тюрьме. Затем Алуф был приговорён к ссылке в Архангельскую губернию, однако это наказание было заменено на выезд за границу. Будучи высланным из России, проживал в Париже, где два дальнейших года работал в Заграничном бюро партии.
Университет, как вообще всё образование, составляет монополию самодержавного правительства. […] И вот, понимая всю важность образования, оно делает его из орудия борьбы общества за лучшую жизнь орудием борьбы с самим обществом. […] Негодность университетского строя обусловливается негодностью строя всей страны и прямо из нея вытекает: что улучшение у-тского строя возможно только при полном изменении общественного строя, т. е. при замене самодержавного правительства народной республикой с полной гарантией свободы личности, слова, печати, собраний.Прокламация Казанского комитета РСДРП к столетию Казуниверситета, 1907 год.

### Медицинская карьера

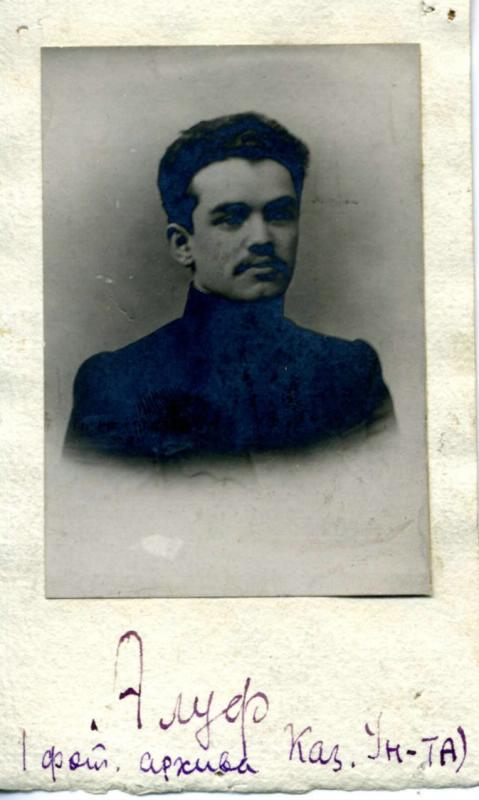
Алуф — студент университета

По возвращении из ссылки в 1908 году отошёл от революционной работы, и в том же году был вновь принят на медицинский факультет Казанского университета. В 1913 году окончил университет с «удовлетворительными» и «весьма удовлетворительными» оценками по ряду медицинских предметов, получив по результатам испытаний степень «лекаря с отличием» (medicus cum eximia laude). Заинтересовавшись исследованиями в лаборатории клиники нервных болезней при университете, где студентом изучал методику микроскопического исследования нервной системы, по рекомендации профессора Л. О. Даркшевича пытался остаться там ординатором, но не был утверждён попечителем учебного округа из-за «политической неблагонадёжности». После этой неудачи уехал в Петербург, где устроился экстерном в клинике нервных болезней Еленинского института. Владея тремя языками, изучал английскую, немецкую и французскую медицинскую литературу.
После начала Первой мировой войны, в 1914 году был призван в армию, служил полковым врачом, ординатором госпиталя, затем заведующим отделением нервных болезней подвижного 2-го лазарета Екатерининской общины Красного Креста в Петрограде, выезжал на фронт. В августе 1917 года был переведён ординатором 93-го госпиталя в Казань. После Октябрьской революции, не будучи членом партии, стал вести активную политическую и общественную работу на строительстве социалистического здравоохранения. Во время гражданской войны занимал пост заместителя начальника санитарной части Приволжского военного округа и начальника санитарной части Запасной армии. Одновременно Алуф стал экстерном в клинике нервных болезней медицинского факультета Казанского университета, где в 1919 году был избран на должность ординатора, а в 1922 году — ассистента. В этот период занимался вопросами политического воспитания врачей, с первых дней образования работал во Врачебной секции Татреспублики, был руководителем её бюро, несколько лет трудился заведующим организационным отделом Народного комиссариата здравоохранения Татарской АССР, состоял членом Комитета помощи голодающим Татреспублики, участвовал в борьбе с эпидемиями. Вскоре его успехи как учёного, педагога и организатора были отмечены назначением в члены Президиума медицинского факультета, затем и университета. В 1924 году Алуф по решению Народного комиссариата здравоохранения РСФСР стал заместителем декана медицинского факультета, затем и самим деканом, а также проректором по учебной части.
В 1926 году Алуф был командирован в Германию, где следующие два года работал в Невробиологическом институте Берлинского университета и Берлинском институте мозга, начав под руководством О. Фогта исследование сравнительной архитектоники мозга млекопитающих. Из-за большого объёма работы, в 1927 году по просьбе Алуфа командировка ему была продлена. В 1928 году исследование было закончено с выходом научной работы на немецком языке (Die vergleischende cytoarchitektonik der areal stritae), получив высокую оценку профессоров А. В. Фаворского и Т. И. Юдина, ряда других неврологов. Вернувшись в июне того же года из заграничной командировки, был допущен до исполнения обязанностей доцента и начал вести лекции на медицинском факультете, а затем получил учёное звание приват-доцента по курсу «Анатомо-физиологическое введение в клинику нервных болезней». В 1928 году получил учёную степень доктора медицинских наук, защитив диссертацию на тему «Сравнительная цитоархитектоника зрительной коры млекопитающих».
В 1930 году, после смерти профессора Фаворского, был избран профессором и директором клиники нервных болезней, а также заведующим кафедрой нервных болезней медицинского факультета. За время руководства клиникой приложил большие усилия по оснащению её новейшей аппаратурой для научно-исследовательских работ и медицинского обслуживания больных, в частности, при его участии были созданы антропометрический кабинет, физиотерапевтическое отделение со свето-электро- и водолечебницей, а также кабинетом для глубокой рентгенотерапии. Будучи практикующим врачом, внимательно и вежливо обходился с пациентами, боролся за повышение культуры общения, качества лечения, санитарно-гигиенической обстановки. В плане работы со своими подчинёнными, аспирантами и ординаторами, уделял большое внимание практическому значению разрабатываемых ими научных тем, детально составлял учебные программы, часто самостоятельно реферировал для студентов иностранную литературу по невропатологии. В своей научной деятельности продолжил клиническое направление Даркшевича и Фаворского, работал над изучением неврозов, сосудистых заболеваний мозгового ствола, афазии, рефлексологии, микроскопической анатомии и физических методов лечения при нервных заболеваниях, опубликовал ряд как собственных трудов, так и переводов.

### В Казанском мединституте

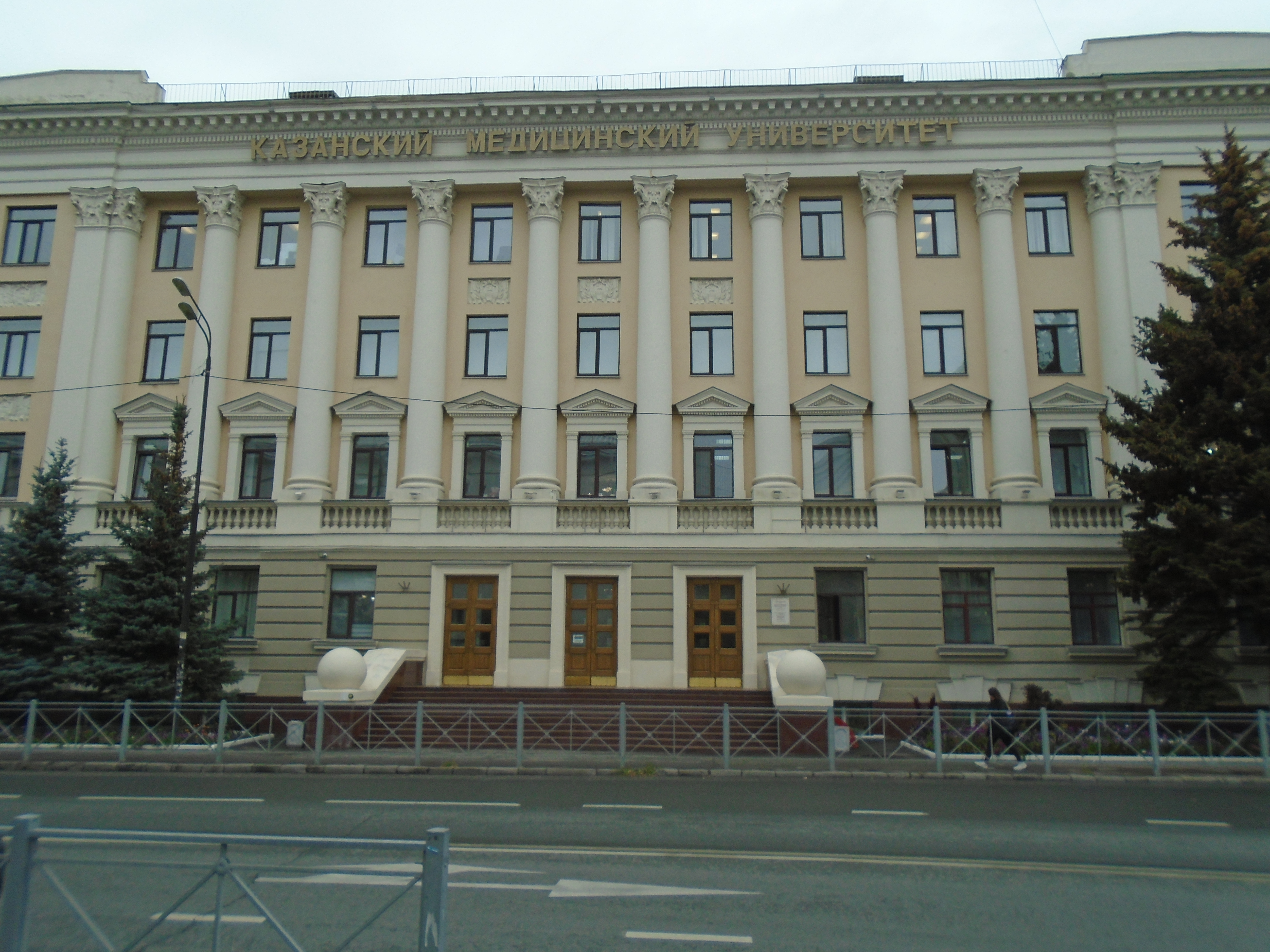
Казмединститут (современное фото)

С образованием в 1930 году Казанского государственного медицинского института остался в должности заведующего кафедрой, которую занимал до 1935 года. Показав себя выдающимся педагогом и воспитателем студенческой молодёжи, Алуф считался одним из лучших лектором института. Его лекции отличались совершенством форм и богатством содержания, снискав успех как у студентов, так и у научных работников. Фокусируясь на постановке актуальных проблем, Алуф стремился в простой, доступной, и одновременно строго научной форме передать знания в области самых сложных вопросов невропатологии. Будучи беспартийным, в 1930 году вновь вступил в партию, а на VIII съезде Советов ТАССР был избран членом Центрального исполнительного комитета Татреспублики. В ноябре 1932 года был назначен директором Казмединститута, сменив А. А. Диковицкого. По отзыву современников, на этом посту Алуф за короткий срок проделал огромную работу и достиг значительных успехов в совершенствовании научно-исследовательской работы кафедр и её материальной базы, методики преподавания, студенческого быта, добившись также и регулярного выхода в свет «Трудов Казанского государственного медицинского института». За успехи в работе имя Алуфа в 1933 году было занесено на Красную доску КГМИ.

Автор научных трудов в области исследования неврозов, сосудистых заболеваний мозгового ствола, афазии, алексии, рефлексологии. Обладая обширной эрудицией, острым и критическим умом, нестандартно подходил к изучению научных вопросов и явлений. В частности, разрабатывал физические методы лечения нервных заболеваний, проводил экспериментальные исследования по изменению центральной нервной системы при отравлении бензином, а наиболее значительный вклад внёс в разработку проблем гистогенеза и гистогенетической классификации коры головного мозга. На протяжении ряда лет был ответственным секретарём, членом Центрального совета и бюро Секции научных работников ТАССР, председателем бюро врачебной секции союза Медсантруд, ответственным секретарём университетского коллектива Всесоюзной ассоциации работников науки и техники для содействия социалистическому строительству в СССР и председателем ВАРНИТСО Татреспублики, председателем местного отделения общества Красного Креста. Также был членом редакционной коллегии «Казанского медицинского журнала», а в 1932 году — его редактором. В эти годы, в том числе и при редакторстве Алуфа, журнал постепенно начал отходить от академического стиля, перешёл к освещению более широких вопросов, в том числе идеологической борьбы в медицине и естествознании. Подготовил воспоминания о работе Казанского комитета и Заграничного бюро РСДРП в 1905—1906 годах.

### Последние дни, память

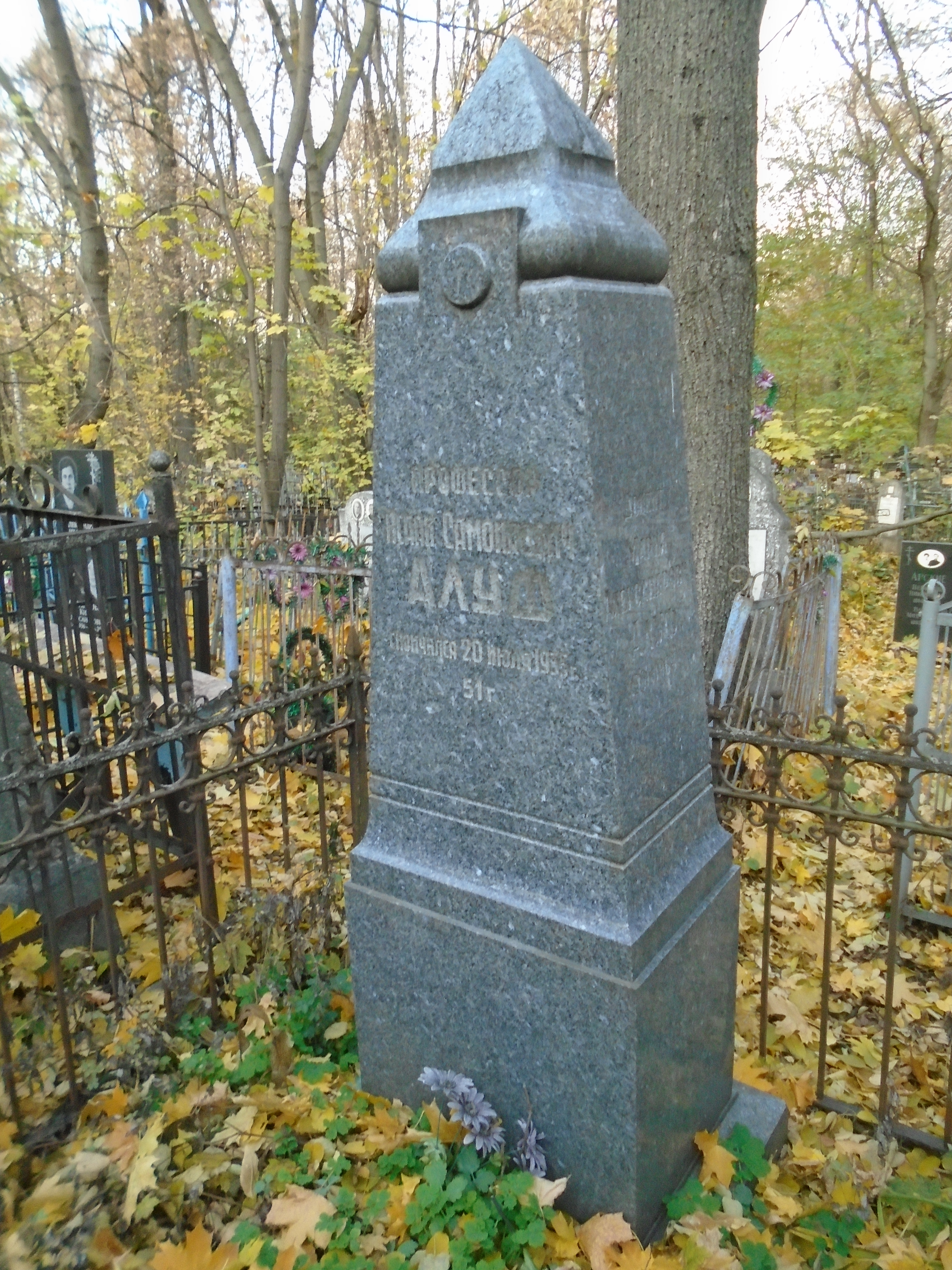
Могила четы Алуф, 2021 год

Тяжело заболев и оказавшись прикованным к постели, в январе 1935 года был вынужден оставить работу в институте, тогда как пост директора занял М. И. Аксянцев. Несмотря на болезнь, до последних дней интересовался работой института. Скончался Исаак Самуилович Алуф преждевременно в ночь с 19 на 20 июля 1935 года в Казани в возрасте 51 года. Похоронен на Арском кладбище. Среди соболезнований была и телеграмма народного комиссара здравоохранения СССР Г. Н. Каминского, выразившего своё потрясение «безвременной утратой большевика, организатора медицинского института, прекрасного педагога, чуткого врача, профессора Алуфа». Постановлением Президиума Всероссийского центрального исполнительного комитета в 1936 году имя Алуфа было присвоено клинике нервных болезней Казанского мединститута, однако лишь спустя несколько десятков лет это указание было воплощено в реальность, а на стене клинике нервных болезней, хоть и перемещённой в другое здание, появилась мемориальная доска.

## Личная жизнь
Жена — Мария Александровна (урождённая Крылова; 1901—1964), фармаколог, доцент, кандидат медицинских наук (1936), заведующая кафедрой фармакологии Казанского государственного медицинского института (1936—1939, 1941—1959), стоматологического института (1936—1948), похоронена вместе с мужем в одной могиле.